# L-521
La L-521 és una carretera antigament anomenada provincial, actualment gestionada per la Generalitat de Catalunya. La L correspon a la demarcació provincial de Lleida.
Té l'origen en el quilòmetre 325 de la carretera N-260, en terme de Sarroca de Bellera, passa per aquest poble, i té el final en la mateixa carretera N-260, en el quilòmetre 327. El seu recorregut és de 2,65 km.
En 2,65 quilòmetres de recorregut puja 66,9 m. És més sobtat el primer tram, entre la N-260 i el poble, ja que fa unes tancades ziga-zagues per tal de guanyar ràpidament el desnivell existent entre la carretera d'origen i el poble. En canvi, el tram entre el poble i el trencall de Xerallo, on torna a trobar la N-260, és de desnivell més gradual, ja que segueix la mateixa vall del riu Bòssia.
Tot el seu recorregut discorre pel terme municipal de Sarroca de Bellera.